# بورسفلت
بورسفلت (به آلمانی: Borsfleth) یک شهر در آلمان است که در اشتاینبورگ واقع شده‌است. بورسفلت ۸۳۱ نفر جمعیت دارد.